# Неприкосновенные
«Неприкоснове́нные» (укр. Недоторкані) — украинский юмористический сериал 2009 года. Режиссёр — Максим Паперник.
Производство Киевской студии телевизионных фильмов.

## Сюжет
Основная составляющая сериала — политическая сатира. Актёры пародируют самых известных украинских политиков — Виктора Януковича, Виктора Ющенко, Юлию Тимошенко и других. Впрочем, имена персонажей несколько изменены — большинству героев имена изменены «крест-накрест» с отчествами например, Ющенко называют Андреем Викторовичем, Януковича — Федором Викторовичем, а Тимошенко — Джулией. Фамилии чаще всего даны созвучные, но с явным сатирическим оттенком: Коммуненко, Цуценюк, Космовецкий.
Сериал был снят по заказу телеканала «Украина», однако в эфир центральных телеканалов так и не попал по цензурным соображениям. Премьера должна была состояться весной 2009 года, однако это не произошло.
В конце каждой серии в титрах указывается следующее:
Все лица и события вымышлены, любое сходство с реальной жизнью полностью случайно.

## В ролях
| Актёр                  | Роль                          |
| ---------------------- | ----------------------------- |
| Гарик Бирча            | Андрей Викторович             |
| Инна Приходько         | Джулия Владимировна           |
| Константин Рошкулец    | Фёдор Викторович              |
| Вячеслав Василюк       | Михаил Митвин                 |
| Егор Пчёлкин           | Иван Ильич Коммуненко         |
| Георгий Жуков          | Петя Цуценюк                  |
| Константин Корецкий    | Иван Несторович Муфрич        |
| Андрей Богданович      | Виталий Юрьевич Обценько      |
| Ярослав Чёрненький     | Орест Николаевич Тягнишкиль   |
| Дмитрий Ефименко       | журналист                     |
| Наталья Корецкая       | гардеробщица Света            |
| Олеся Жураковская      | Вера                          |
| Елена Бондарёва-Репина | Ирма Германовна Богуславская  |
| Игорь Портянко         | Михаил Леонидович Космовецкий |
| Виктория Билан         | Сирена Кричицкая              |
| Василий Бендас         | Ивасик-Телесик                |

## Создатели
- Режиссёр — Максим Паперник;
- Продюсер — Валентин Опалев;
- Сценаристы — Андрей Богданович, Иван Шишман, Богдан Донец, Александр Володарский;
- Оператор — Вадим Савицкий;
- Композитор — Евгений Зайцев;
- Художник-постановщик — Владимир Павлюх;
- Монтажёр — Евгений Шевчик.